# カルパトエア
カルパトエア（Carpatair）は1999年にルーマニアのティミシュ県ティミショアラ近郊のギロダで設立された地域航空会社。現在はモルダビアン航空とグループ関係にある。2009年と2013年に着陸事故を起こした。

## 就航地
2014年3月現在の就航地
- ルーマニア
  - バカウ
- イギリス
  - ロンドン
- イタリア
  - ヴェネツィア
  - ミラノ
  - ローマ
- ポーランド
  - ルブリン
- モルドバ
  - キシナウ

## 保有機材

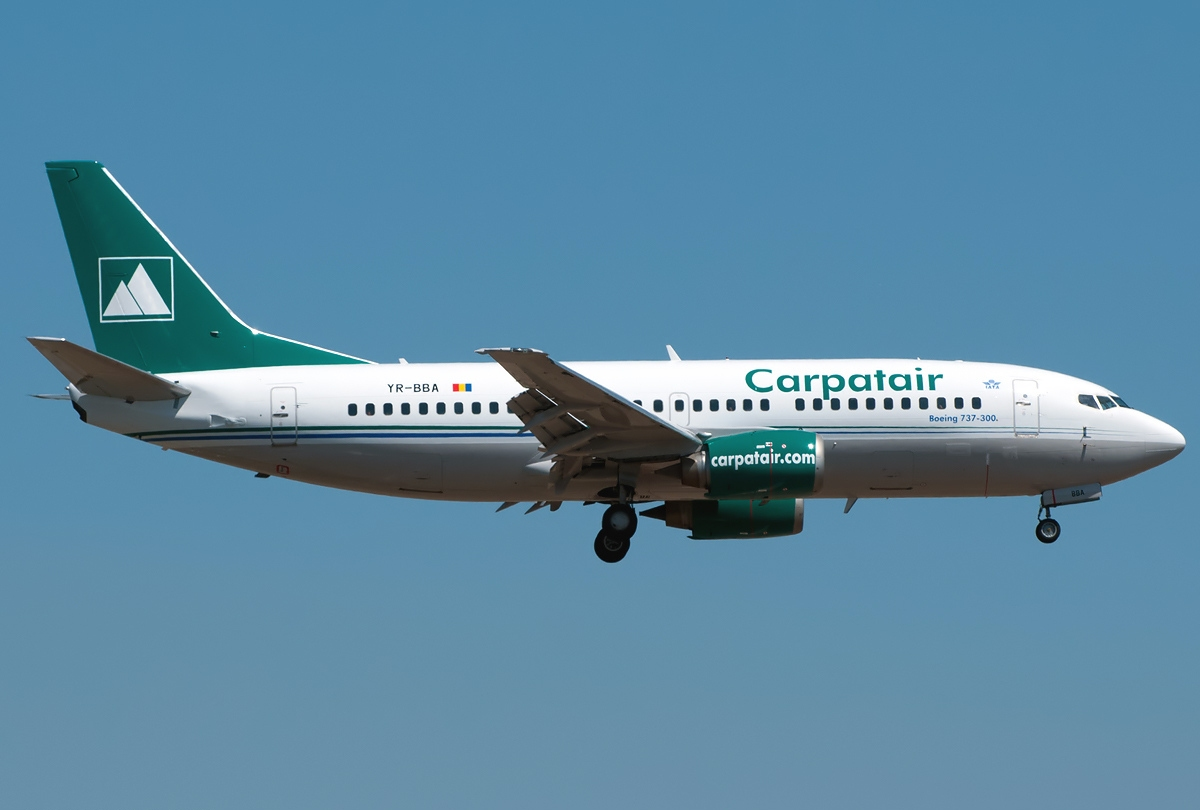
ボーイング 737-300

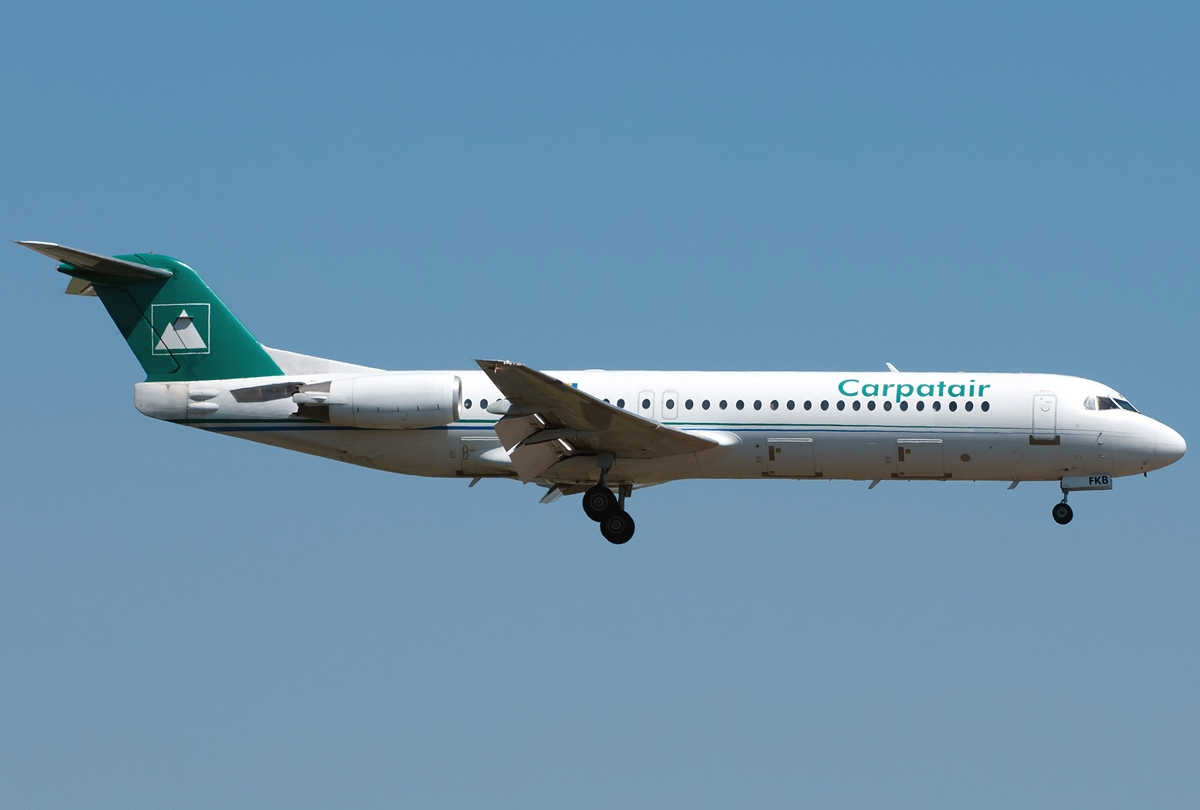
フォッカー 100

2014年3月の保有機材は、フォッカー 100とボーイング 737-300となっている。